# Albert Omta

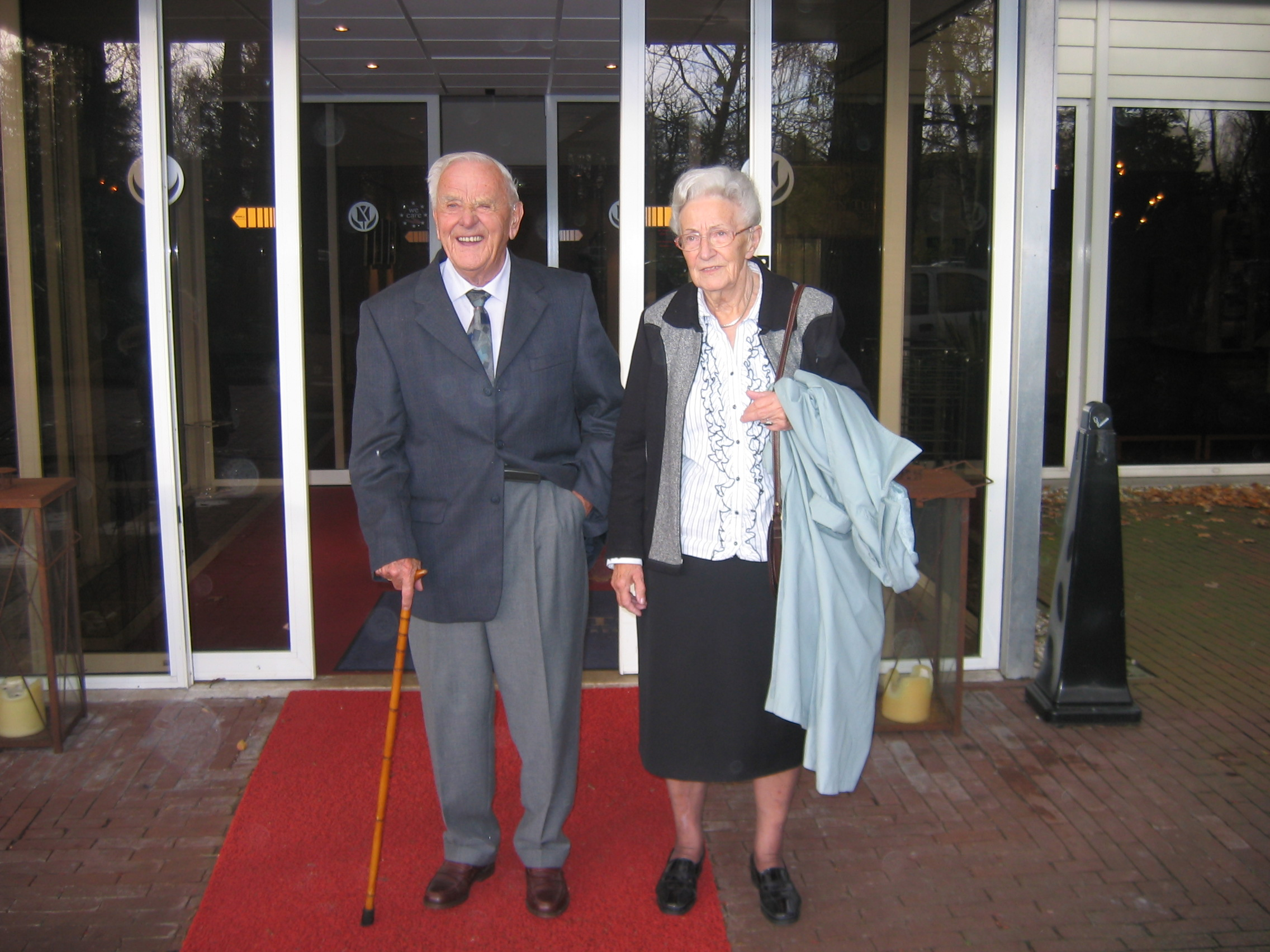
Albert Omta met echtgenote

Albert Omta (Bierum, 7 november 1914 – Sappemeer, 30 augustus 2008) was een Nederlandse politicus.
Omta was van 1946 tot 1965 burgemeester van de gemeente Noordbroek en na de fusie in 1965 van deze gemeente met Zuidbroek, burgemeester van de nieuwgevormde gemeente Oosterbroek (tegenwoordig Menterwolde geheten). Hij bleef daar burgemeester van tot aan zijn pensionering in 1979.
Korte tijd na zijn installatie als burgemeester van Noordbroek lanceerde Omta het saneringsplan voor het poldergebied Noordbroek. Hiermee werd de vervanging van arbeiderswoningen door sociale woningbouw beoogd. Voorts vervulde Omta een voortrekkersrol in het ophalen van huisvuil. Hij zorgde er namelijk voor dat een met twee paarden bespannen kar regelmatig het huisvuil in Noordbroek kwam ophalen. Met zijn echtgenote was hij ook verantwoordelijk voor de totstandkoming van een stichting die zich richtte op de bouw en verhuur van bejaardenwoningen, Stichting Avondzon geheten en waarvan hij tevens voorzitter is geweest.
Hij werd door het Nederlandse ministerie van Oorlog, de Amerikaanse ambassade en de Allied Expeditionary Force onderscheiden voor zijn rol in het verzet in de Tweede Wereldoorlog.
Albert Omta was eveneens Ridder in de Orde van Oranje-Nassau. Hij overleed op 93-jarige leeftijd.